# Сис-Фур-ле-Плаж (кантон)
Сис-Фур-ле-Плаж (фр. Six-Fours-les-Plages) — упразднённый кантон на юго-востоке Франции, в регионе Прованс — Альпы — Лазурный Берег (департамент — Вар, округ — Тулон).

## Состав кантона
Кантон был образован в 1973 году в качестве административного центра для одноимённой коммуны округа Тулон. Площадь кантона — 26,58 км², население — 34 897 человек (2010), плотность населения — 1312,9 чел/км².
| Коммуна         | Французское название | Площадь, км² | Население, чел. (2012) |
| --------------- | -------------------- | ------------ | ---------------------- |
| Сис-Фур-ле-Плаж | Six-Fours-les-Plages | 26,58        | 34 057                 |

29 марта 2015 года кантон официально упразднён согласно директиве от 27 февраля 2014, а коммуна вошла в состав вновь созданного кантона Ла-Сен-сюр-Мер-2.